# Arthur Lehning
Paul Arthur Müller-Lehning (Utrecht, 23 oktober 1899 – Lys-Saint-Georges, 1 januari 2000), zoon van Duitse ouders, was een Nederlandse econoom, historicus, schrijver, vertaler en  anarchist. Hij was ook honderdplusser.

## Leven en werk
In Zeist, op de lagere school van de Evangelische Broedergemeente leerde hij Hendrik Marsman kennen met wie hij tot 1926 bevriend was. Lehning werd een aanhanger van de individuele vrijheid, een opvatting die voor Marsman het 'einde van de menselijke beschaving aankondigde'. In 1919 studeerde hij economie in Rotterdam. 
In 1921 werd Lehning lid en kort erop bestuurslid van de Bond van Revolutionair Socialistische Intellectueelen, die eind 1919 was opgericht door Clara Wichmann en Bart de Ligt. Ook werd hij lid van de Internationale Antimilitaristische Vereeniging (IAMV), die in 1904 door Ferdinand Domela Nieuwenhuis was opgericht - als tegenhanger voor de Tweede Internationale - en woonde hij het internationale congres van de IAMV van 1921 bij, waar het Internationaal Antimilitaristisch Bureau (IAMB) werd opgericht als overkoepelend orgaan van verschillende antimilitaristische organisaties in binnen- en buitenland.
Najaar 1921, na het overlijden van zijn moeder, gaf hij zijn studie in Rotterdam op en vertrok hij naar Berlijn om daar sociologie, filosofie en geschiedenis te studeren. Tijdens zijn studie geschiedenis in Berlijn (1922) raakte hij o.a. bevriend met Emma Goldman en Alexander Berkman. 
Tot 1940 noemde hij zich doorgaans Müller-Lehning, uitgezonderd de stukken die hij schreef over Spanje, die hij ondertekende met het pseudoniem Pablo Moreno.
Tussen 1927 en 1929 publiceerde hij in Amsterdam het avant-garde tijdschrift i10, waaraan intellectuelen, kunstenaars en libertairen meewerkten, onder wie Menno ter Braak, Gerrit Rietveld, Le Corbusier, Walter Gropius, Wassily Kandinsky, Piet Mondriaan, Upton Sinclair, Walter Benjamin, Ernst Bloch, Max Nettlau, Otto Rühle, Henriette Roland Holst, Alexander Berkman en Alexander Shapiro. 
Ook was Lehning in 1927 secretaris van het internationaal Sacco en Vanzetti Comité en richtte hij een nieuwe politieke partij op in Nederland.
Van 1933 tot 1936 was hij secretaris van de Internationale Arbeidersassociatie (IAA).
In 1935 was hij een van de oprichters van het Internationaal Instituut voor Sociale Geschiedenis. De archieven van het IISG nam hij in april 1939 mee toen hij naar Londen vertrok, vanwege de onafwendbare inval van Nederland door Duitsland.
In oktober 1936 bevond hij zich in Catalonië, bij de Spaanse Burgeroorlog. Nadat de Catalaanse anarchisten door de fascisten onder de voet werden gelopen heeft Lehning in zijn verdere leven anarchisme vooral als een kritische theorie beschouwd.
In de jaren vijftig schreef hij voor Libertinage, een van de 140 tijdschriften waarvoor hij naar eigen zeggen schreef.
Hij is begraven in het Franse dorpje Lys-Saint-Georges. Zijn grafsteen is ontworpen door Piet Gerards, die ook boeken van en voor Lehning heeft vormgegeven.

## Prijzen en eerbewijzen
- 1963 - Bijzondere prijs van de Jan Campert-stichting
- 1976 - Eredoctoraat van de Universiteit van Amsterdam
- 1992 - Gouden Ganzenveer voor zijn uitzonderlijke bijdrage aan het Nederlandse cultuurbezit
- 1999 - P.C. Hooft-prijs voor zijn gehele oeuvre

## Werken

### Proza
- 1954 - De vriend van mijn jeugd: herinneringen aan H. Marsman (herdruk 1975)
- 1959 - Marsman en het expressionisme

### Historisch werk
- 1924 - Die Sozialdemokratie und der Krieg
- 1927 - De feiten en de betekenis van de zaak Sacco en Vanzetti
- 1927 - Anarcho-syndicalisme
- 1930 - Politiek en cultuur
- 1935 - Estado y marxismo
- 1938 - The International association: a contribution to the preliminary history of the First International 1855-1859
- 1970 - From Buonarrotti to Bakunin: studies in international socialism
- 1970 - Michail Bakoenin: over anarchisme, staat en dictatuur, samengesteld en ingeleid door Arthur Lehning (Uitgeverij L.J.C. Boucher, in de serie 'Manifesten'; in 1976 gewijzigde herdruk bij Uitgeverij Kritiese Bibliotheek / Van Gennep, ISBN 90-6012-325-5
- 1972 - Radendemocratie of staatscommunisme: Marxisme en anarchisme in de Russische Revolutie (oorspronkelijk in het Duits gepubliceerd in het blad Die Internationale in 1929/30; 1972 Nederlandse vertaling door Jaap Kloosterman, Uitgeverij Kritiese Bibliotheek / Van Gennep, ISBN 90-6012-117-1
- 1979 - Michel Bakounine et les historiens

### Dagboeken
- 1996 - Spaans dagboek, aantekeningen over de revolutie in Spanje

### Vertalingen
- 1929 - Krieg van Ludwig Renn
- 1961-... - Verzameld werk (7 delen) van Michail Bakoenin: 'Archives Bakounine'

### Essays
- 1930 - Politiek en cultuur
- 1966 - De draad van Ariadne: essays en commentaren
- 1980 - Ithaka: essays en commentaren 2 (ISBN 90-293-9725-X)
- 1987 - Prometheus en het recht van de opstand
- 1999 - De tocht naar Ithaka: beschouwingen over politiek en cultuur (bloemlezing, bezorgd door Toke van Helmond) (ISBN 90-290-6581-8)

### Bloemlezingen
- 1963 - De internationale avant-garde tussen de twee wereldoorlogen: een keuze uit de internationale revue 'i10' (samen met Jurriaan Schrofer)

### Gebloemleesd
- 1994 - 'Berlijn revisited' in In de broek van de vijand: waarom wij niet woedend zijn, red. August Hans den Boef
- 1996 - 'Het Hollandse geestesleven is een Danaïdenvat', brieven van J.J. Slauerhoff aan Arthur Lehning (uit: Brieven van Slauerhoff) in: Een reservaat van pekelharingen, Nederlandse schrijvers over hun verre vaderland, samengesteld en ingeleid door Onno Blom

### Tijdschriften
- Lehning was eind januari 1927 medeoprichter van het internationale tijdschrift i10 (1927-1929). Dit was een toonaangevend avant-gardistisch tijdschrift, dat de integratie van de kunst in het dagelijks leven beoogde en waaraan bijvoorbeeld Piet Mondriaan, Wassily Kandinsky, Kurt Schwitters, Menno ter Braak, Slauerhoff en Marsman bijdragen leverden. (i10 is integraal herdrukt in twee delen en een los deel met de omslagen)
- Lehning was van 1932 tot 1935 redacteur van Grondslagen.
- Lehning publiceerde in 1937 (net terug uit Spanje) 'Aantekeningen over de revolutie in Spanje' in De Stem.
- Lehning publiceerde na de Tweede Wereldoorlog onder andere in De Vlam, Libertinage en De Nieuwe Stem.
- In 1990 stond een paginagroot artikel over Lehning in Neues Deutschland met als kop: 'Ein Interview mit dem letzten großen Anarchist'.
- In een brief aan De Groene Amsterdammer in 1994 kwam Lehning tot de constatering dat hij in 140 verschillende periodieken had gepubliceerd.

### Diversen
- Lehning hield in 1976 de Huizingalezing Over vrijheid en gelijkheid. Uitgegeven door Het Wereldvenster, Baarn, 1976. ISBN 90-293-9641-5
- Diverse brieven van Marsman aan Lehning zijn bewaard gebleven.
- In 1984 verscheen: A. Lehning en Mondriaan - hun vriendschap en correspondentie door Toke van Helmond.
- 1989 - Voor Arthur Lehning, boek ter gelegenheid van zijn negentigste verjaardag
- In maart en april 1994 werd door het ABP te Heerlen in zijn hoofdkantoor de manifestatie en tentoonstelling i10 Sporen van de avant-garde gehouden (het was toen 65 jaar geleden dat i10 verscheen). Tijdens een tweedaags symposium in die periode werd een groot aantal lezingen en voorstellingen georganiseerd met als een van de hoogtepunten een toespraak van de toen 95-jarige Lehning. Naar aanleiding van deze tentoonstelling en manifestatie verscheen het boek: i10 Sporen van de avant-garde (1994).

## Overige
- Amsterdam, 8 januari 1976 - Op 8 januari 1976 werd aan Lehning door de Faculteit der Sociale Wetenschappen van de Universiteit van Amsterdam een eredoctoraat verleend. Uitg. Athenaeum-Polak & Van Gennep gaf t.g.v. deze bijzondere gebeurtenis een boekje uit, waarin werden gebundeld: De overwegingen van de Faculteit der Sociale Wetenschappen; Bulla [de Latijnse tekst van de bul]; Rede van de erepromotor prof. dr. Fr. de Jong Edz.; Rede van Arthur Lehning; Bibliografie van Arthur (Müller) Lehning
- Arthur Lehning: Bakoenin - bijdrage in: Boenders, Frans: De volle vrijheid - Ideologie en geschiedenis van het anarchisme, Manteau, 1976 - ISBN 90-223-0521-X